# Jerker A. Eriksson
Jerker Arnold Eriksson, född 22 oktober 1931 i Helsingfors, död där 19 oktober 2019, var en finländsk filmkritiker.
Eriksson, som var son till arkitekt Erik Arnold Eriksson och Judith Dagny Nygren, blev student 1949, filosofie kandidat 1957 och filosofie licentiat 1959. Han var filmkritiker i Nya Pressen 1951–1959, i Ylioppilaslehti 1954, i Parnasso 1954–1955 samt i Hufvudstadsbladet 1951 och från 1960. Han var litterär medarbetare i Hufvudstadsbladet från 1955, blev medlem av statens filmgranskningsbyrå 1964 och var dess chef 1966–1996. Han var redaktionssekreterare vid Nya Argus 1962–1966 och huvudredaktör från 1966. 
Eriksson har innehaft en rad förtroendeuppdrag inom filmsektorn; har var bland annat ordförande i Akademiska filmklubben 1955-1957, medlem av Svenska Finlands folktings filmutskott 1957–1958, av statens filmprisnämnd från 1961, andre sekreterare i statens dokumentärfilmskommitté 1961–1963. Han har publicerat böckerna Mannen i kolboxen: John Reed och Finland (tillsammans med Max Engman, 1979), Epäilyksen varjo: Elokuva-arvosteluja ja esseitä vuosilta 1951–1981 (redaktör Matti Salo, 1982) och Flammande vildmark: Essäer om film (2015).

## Utmärkelser
- Riddartecknet av I klass av Finlands Vita Ros’ orden[1]

[Redigera Wikidata]